# Teatre de Jovellanos
|  | No s'ha de confondre amb Teatro Jovellanos (Gijón). |

El teatre de Jovellanos va ser un teatre de Barcelona situat al núm. 7 del carrer del mateix nom, que va funcionar entre els anys 1867 i 1889.

## Història
El 1871, el promotor Simó Coll i Alzamora va vendre la finca núm. 7 del carrer de Jovellanos, incloent-hi «un teatro llamado de Jovellanos, sala para café, salón de descanso y demás dependencias» a l'adroguer Josep Vintró i Pla. El 1882, per breu temps, va esdevenir un cafè concert francès. Els dies 12 al 14 d'agost del 1888 s'hi va celebrar un congrés obrer amb l'assistència de Pablo Iglesias Posse, on va fundar-se la Unió General de Treballadors.
L'abril del 1890, Rosa Vintró, filla de Josep, va demanar permís per a enderrocar les construccions existents i substituir-les per un nou edifici, projectat per l'arquitecte Antoni Rovira i Rabassa.